# Ben Platt
Benjamin Schiff Platt, detto Ben (Los Angeles, 24 settembre 1993), è un attore e cantante statunitense.
Ha raggiunto la fama grazie al ruolo di Benji nei film Voices e Pitch Perfect 2 e per la sua interpretazione nel ruolo del protagonista del musical Dear Evan Hansen a Broadway, per cui ha vinto un Tony Award, un Drama League Award ed un Grammy Award. Per la sua performance di You Will Be Found al programma statunitense The Today Show ha ricevuto invece un Daytime Emmy Award.

## Biografia
Platt è nato a Los Angeles, in California, quarto dei cinque figli di Julie Beren e Marc Platt, produttore cinematografico, televisivo e teatrale. La sua famiglia è ebrea-statunitense. Ha studiato all'Harvard-Westlake School di Los Angeles, diplomandosi nel 2011. Nel 2012 è stato accettato alla Columbia University di New York. Dopo aver inizialmente messo da parte gli studi per i suoi impegni teatrali, ha iniziato a frequentare l'università. Nel corso di questo periodo è entrato a far parte del Nonsequitur, gruppo vocale a cappella del campus universitario.
È dichiaratamente gay e sposato con l'attore Noah Galvin dal 2024.

## Carriera
Dopo aver già avuto esperienze in campo teatrale a livello regionale, a 11 anni Platt ha partecipato ad un breve tour nazionale con lo spettacolo Caroline, or Change. Nel 2012 ha avuto un ruolo di primo piano nel musical The Book of Mormon al Bank of America Theatre di Chicago. Nel mese di gennaio 2014 ha ripreso tale ruolo nella produzione a Broadway dello stesso spettacolo.
Nel 2012 ha fatto il suo debutto cinematografico nella commedia musicale Voices, vestendo i panni di Benji Applebaum. Per questa interpretazione è stato candidato al Teen Choice Award nella categoria "Miglior ruba-scena in un film" nel 2013. Ha anche collaborato al workshop teatrale Alice by Heart, ispirato ad Alice nel Paese delle Meraviglie, e alla produzione teatrale Hair della Columbia Musical Theatre Society.
Nel 2015 ha ripreso il ruolo di Benji Applebaum nel film Pitch Perfect 2, sequel di Voices. Nello stesso anno ha preso parte al film Dove eravamo rimasti, in cui ha recitato al fianco di attori del calibro di Meryl Streep e Kevin Kline. Sempre nel 2015 ha interpretato il ruolo del protagonista nel musical Dear Evan Hansen, prima all'Arena Stage di Washington, poi al Second Stage Theatre di New York (Off Broadway) e infine al Music Box di Broadway nel 2016. Per la sua performance nel ruolo di Evan Hansen ha vinto nel 2017 il Tony Award al migliore attore protagonista in un musical e il Drama League Award per la Miglior Performance dell'anno, premio prestigioso che si può ricevere una sola volta nella vita. Vincendo il premio ha stabilito un nuovo record, essendo, a soli 23 anni, l'attore più giovane ad averlo mai ricevuto.
Nel 2019 è stata pubblicata, su Netflix, la prima serie tv dove lui è protagonista: The Politician, prodotta da Ryan Murphy, nella quale Platt interpreta l'aspirante politico Payton Hobart. La sua interpretazione gli fa ricevere la sua prima nomination ai Golden Globe come miglior attore protagonista in una serie commedia o musicale.
Nel maggio 2020 è stato pubblicato, sempre su Netflix, il video del concerto live a Radio City Music Hall avvenuto a settembre dell’anno precedente. Nel 2022 è tornato a recitare sulle scene newyorchesi in un allestimento semi-scenico del musical Parade al New York City Center; dopo il successo dell'allestimento, Platt è tornato a recitare in Parade a Broadway l'anno successivo, ottenendo una seconda candidatura al Tony Award al miglior attore protagonista in un musical.

## Filmografia parziale

### Cinema
- Cappuccetto rosso (Red Hiding Hood), regia di Randal Kleiser (2006)
- Voices (Pitch Perfect), regia di Jason Moore (2012)
- Pitch Perfect 2, regia di Elizabeth Banks (2015)
- Dove eravamo rimasti (Ricki and the Flash), regia di Jonathan Demme (2015)
- Billy Lynn - Un giorno da eroe (Billy Lynn's Long Halftime Walk), regia di Ang Lee (2016)
- Ubriachi d'amore (Drunk Parents), regia di Fred Wolf (2019)
- Caro Evan Hansen (Dear Evan Hansen), regia di Stephen Chbosky (2021)
- Invitati per forza (The People We Hate at the Wedding), regia di Claire Scanlon (2022)
- Theater Camp, regia di Molly Gordon e Nick Lieberman (2023)

### Televisione
- Will & Grace - serie TV, 1 episodio (2017)
- The Politician - serie TV, 15 episodi (2019-2020)
- Ben Platt Live From Radio City Music Hall - concerto (2020)

## Discografia
- 2019 - Sing to Me Instead
- 2020 - Sing to Me instead (Deluxe Edition)
- 2020 - So will I
- 2020 - Everything I Did To Get To You da Songland - single
- 2021 - Reverie
- 2024 - Honeymind

## Teatro
- The Music Man, libretto e colonna sonora di Meredith Willson. Hollywood Bowl di Los Angeles (2002)
- Mame, libretto di Jerome Lawrence e Robert Edwin Lee, colonna sonora di Jerry Herman. Hollywood Bowl di Los Angeles (2004)
- Caroline, or Change, libretto di Tony Kushner, colonna sonora di Jeanine Tesori. Ahmanson Theatre di Los Angeles (2004)
- Dead End di Sidney Kingsley. Ahmanson Theatre di Los Angeles (2005)
- Camelot, libretto di Alan Jay Lerner, colonna sonora di Frederick Loewe. Hollywood Bowl di Los Angeles (2005)
- The Sound of Music, libretto di Howard Lindsay, Russel Crouse e Oscar Hammerstein II, colonna sonora di Richard Rodgers. Hollywood Bowl di Los Angeles (2006)
- The Power of Duff di Stephen Belber. Powehouse Theater di Los Angeles (2012)
- The Black Suits, libretto e colonna sonora di Joe Iconis e Robert Emmett Maddock. Barrington Stage Company di Pittsfielf (2012)
- The Book of Mormon, libretto e colonna sonora di Trey Parker, Robert Lopez e Matt Stone. PrivateBank Theatre di Chicago (2012), Eugene O'Neill Theatre di Broadway (2014)
- Dear Evan Hansen, libretto di Steven Levenson, colonna sonora di Pasek & Paul. Arena Stage di Washington (2015), Second Stage Theatre dell'Off Broadway, Music Box Theatre di Broadway (2016)
- Parade, libretto di Alfred Uhry, colonna sonora di Jason Robert Brown. Bernard B. Jacobs Theatre di Broadway (2023)

## Riconoscimenti
- Golden Globe
  - 2020 – Candidatura per il miglior attore in una serie commedia o musicale per The Politician
- Daytime Emmy Award
  - 2018 – Miglior esibizione musicale in un programma daytime per The Today Show
- Drama League Award
  - 2016 – Candidatura per la miglior performance per Dear Evan Hansen
  - 2017 – Miglior performance per Dear Evan Hansen
- Grammy Awards
  - 2018 – Miglior album di un musical teatrale per Dear Evan Hansen
  - 2024 – Candidatura per il miglior album di un musical teatrale per Parade
- 2023 - Independent Spirit Awards[20]
  - Candidatura per la miglior sceneggiatura d'esordio per Theater Camp
- Obie Awards
  - 2016 – Miglior Performance Maschile per Dear Evan Hansen
- Outer Critics Circle Award
  - 2016 – Candidatura per il miglior attore in un musical per Dear Evan Hansen
- Teen Choice Awards[21]
  - 2013 – Candidatura per il miglior ruba-scena in un film per Voices
- Tony Award
  - 2017 – Miglior attore protagonista in un musical per Dear Evan Hansen
  - 2023 – Candidatura per il miglior attore protagonista in un musical per Parade

## Doppiatori italiani
Nelle versioni in italiano dei suoi film, Ben Platt è stato doppiato da:
- Emanuele Ruzza in The Politician, Caro Evan Hansen (dialoghi), The Premise, Invitati per forza, Theater Camp
- Paolo Vivio in Voices, Pitch Perfect 2
- Nicola Gargaglia in Caro Evan Hansen (canto)